# Jamie McLennan
James Joseph McLennan (* 30. Juni 1971 in Edmonton, Alberta) ist ein ehemaliger kanadischer Eishockeytorwart, der für die New York Islanders, St. Louis Blues, Minnesota Wild, Calgary Flames, New York Rangers und Florida Panthers in der National Hockey League aktiv war. Bis zum Saisonende 2010/11 war er als Assistenztrainer bei den Calgary Flames tätig.

## Karriere
Jamie McLennan begann bei den Spokane Chiefs in der Juniorenliga WHL 1988. 1989 wechselte er innerhalb der Liga zu den Lethbridge Hurricanes. Dort zog er 1990 und 1991 bis ins Finale der Playoffs ein, unterlag mit seinem Team dort jedoch zweimal. 1991 wurde er als bester Torhüter der WHL ausgezeichnet. Im NHL Entry Draft 1991 wurde er von den New York Islanders in der dritten Runde an Position 48 ausgewählt.
Die Saisons 1991/92 und 1992/93 absolvierte er bei den Capital District Islanders in der American Hockey League und den Richmond Renegades in der ECHL, die beide Farmteams der New York Islanders waren. Zu Beginn der Saison 1993/94 spielte er beim IHL-Farmteam der Islanders, ehe er im Januar zum ersten Mal in der NHL zum Einsatz kam. McLennan übernahm die Rolle des Back-up-Goalie hinter Ron Hextall.
Auch in den folgenden zwei Jahren bekam er als Nummer 2 der Islanders mehrmals die Chance sich in der NHL zu präsentieren, aber spielte auch weiterhin bei den Farmteams. 1994/95 in der IHL für die Denver Grizzlies und 1995/96 in der IHL für die Utah Grizzlies, sowie in der AHL für die Worcester IceCats.
Nachdem die Saison 1995/96 einige Wochen zu Ende war, fuhr er von Salt Lake City, Utah, in Richtung Heimat nach Edmonton, allerdings mit einem Zwischenstopp in Lethbridge um seine Familie zu besuchen. Während des Besuchs am 6. Mai klagte er darüber, dass ihm nicht gut gehen und er sich krank fühle. Am selben Tag ließ er sich ins Krankenhaus einweisen, da er mittlerweile Probleme hatte sich zu bewegen. Im Krankenhaus stellte sich heraus, dass er an bakterieller Meningitis erkrankt war und der Krankheitsverlauf hätte tödlich sein können. Die folgenden Wochen verbrachte er im Krankenhaus.
Die New York Islanders verzichteten darauf den Vertrag zum 1. Juli zu verlängern. Somit war McLennan ohne Arbeit und er musste krankheitsbedingt wieder lernen zu laufen.
Die St. Louis Blues nahmen ihn am 15. Juli unter Vertrag. Und da sich McLennan sehr gut erholte, konnte er bereits 1996/97 sein Comeback in der AHL bei den Worcester IceCats geben. Mit guten Leistungen konnte er die Blues überzeugen und kam als Back-up-Goalie ins NHL-Team. Mit 16 Siegen und zwei Shutouts in 30 Spielen der Saison 1997/98 konnte er sich als Nummer 2 etablieren. Auch in den folgenden zwei Jahren brachte er solide Leistungen. 1998 erhielt Jamie McLennan für sein schnelles Comeback nach der schweren Krankheit die Bill Masterton Memorial Trophy von der NHL verliehen.
Im Sommer 2000 wurde die NHL um zwei Teams aufgestockt und damit die Kader der beiden neuen Teams mit Spielern gefüllt werden, fand der NHL Expansion Draft 2000 statt, in dem sich die neuen Teams eine gewisse Anzahl an Spielern von den bereits bestehenden Teams aussuchen können. Jamie McLennan wurde von den Minnesota Wild ausgesucht und teilte sich in der Saison 2000/01 die Posten als Stammtorhüter mit Manny Fernandez. Doch die Saison lief miserabel für ihn. In 38 Spielen schaffte er nur fünf Siege. Die folgende Saison spielte er in der AHL bei den Houston Aeros.
Während des NHL Entry Draft 2002 wurde er von Minnesota zu den Calgary Flames transferiert, wo er wieder die Chance hatte, als Back-up-Goalie tätig zu werden. In Calgary bildete er, wie schon 1999/2000 in St. Louis, das Torhüter-Team zusammen mit Roman Turek als Nummer 1. Seine erste Saison in Calgary lief nicht positiv und er konnte in 22 Spielen nur zweimal gewinnen. Doch er blieb beim Team und als sich Roman Turek zu Beginn der Saison 2003/04 verletzte, wurde Jamie McLennan zum Torhüter Nummer 1. Nach Turek's Rückkehr übernahm Miikka Kiprusoff den Job als Stammtorhüter und Turek den als Ersatzmann. McLennan hatte nun keine Chance mehr auf Einsätze für das Team. Im März 2004 wurde er zu den New York Rangers transferiert, wo er noch vier Spiele absolvierte.
Im Sommer 2004 unterschrieb er einen Zwei-Jahres-Vertrag bei den Florida Panthers. Allerdings fiel die NHL-Saison 2004/05 auf Grund des Lockout aus. McLennan ging im Februar 2005 ins Vereinigte Königreich zu den Guildford Flames, spielte aber nur einmal für das Team.
Die NHL-Saison 2005/06 fand wieder statt und McLennan startete in sein erstes Jahr in Florida. Doch hinter Roberto Luongo kam er nur zehnmal zum Einsatz.
Am 6. Juli 2006 wurde bekannt, dass er zu den Calgary Flames zurückkehrt und er einen Ein-Jahres-Vertrag unterschrieben hat. In der Saison 2006/07 kam er als Ersatztorhüter von Miikka Kiprusoff nur neunmal zum Einsatz und holte nur drei Siege. In der ersten Runde der Playoffs gegen die Detroit Red Wings wurde McLennan im fünften Spiel beim Stand von 1-5 drei Minuten und 17 Sekunden vor Schluss eingewechselt. Wenige Sekunden nach der Einwechslung schlug er Detroits Johan Franzén, der ihm die Sicht versperrte, mit dem Schläger in die Beine, worauf eine Strafe angezeigt wurde. Bei der darauffolgenden Unterbrechung verlor McLennan schließlich die Nerven und schlug dem vorbeilaufenden Franzén vorsätzlich mit dem Schläger in den Magen. Für seinen insgesamt 18-sekündigen Einsatz erhielt er neben der Zwei-Minuten-Strafe wegen des ersten Stockschlags noch eine Spieldauer-Disziplinarstrafe und eine Matchstrafe. Einen Tag später wurde McLennan von der NHL für fünf Spiele suspendiert.
Im Sommer 2007 lief sein Vertrag bei den Calgary Flames aus und er erhielt bei Metallurg Magnitogorsk aus der russischen Superliga einen Probevertrag, konnte sich aber nicht für einen Platz im Kader empfehlen. Im November 2007 nahmen ihn schließlich die Nippon Paper Cranes aus der Asia League Ice Hockey unter Vertrag. Mit den Paper Cranes zog er in den Playoffs bis ins Finale ein, wo sie jedoch den Ōji Eagles unterlagen.
Nach der Saison in Japan beendete er im Sommer 2008 seine Karriere und kehrte nach Nordamerika zurück. Dort wurde er von den Calgary Flames als Scout engagiert und überblickte als Director of Goalie Development die Entwicklung der Torhüter in der Organisation der Flames. Zur Saison 2009/10 wurde er von den Flames als Assistenztrainer engagiert.

## Erfolge und Auszeichnungen
- 1991 Del Wilson Trophy
- 1998 Bill Masterton Memorial Trophy

## Sonstiges

### Seine Maske
Jamie McLennan ist ein großer Fan der Rockband KISS. Aus diesem Grund sind die vier Mitglieder der Band fast auf jeder Maske, die er getragen hat, abgebildet. Auf der Maske aus der Saison 2003/04 hatte er zudem noch die Skyline von Calgary mit der Eishockey-Arena Pengrowth Saddledome im Vordergrund. Außerdem hatte er oben auf der Maske ein großes entflammtes C und seine Nummer 29 unter dem Gitter aufgemalt. Der Schriftzug der Band Nickelback ziert ebenfalls die Maske, da er ein Fan der Band ist und sie zudem, wie er und die Calgary Flames, aus der Provinz Alberta kommen. McLennan hat die Maske selbst designt.

### Seine Nummer
Jamie McLennan trug in seiner Juniorenzeit in der WHL immer die Nummer 31, doch zum ersten Mal musste er auf sie bei seiner ersten NHL-Station, den New York Islanders, verzichten, da sie zu Ehren von Billy Smith nicht mehr vergeben wurde. Er entschied sich für die Nummer 29, die er auch in St. Louis trug, da Grant Fuhr die 31 bereits für sich beanspruchte. Er blieb seiner Linie treu und trug die 29 ebenfalls in Minnesota. In Calgary verzichtete er freiwillig auf die 29 aus Respekt vor dem ehemaligen Calgary-Torhüter Mike Vernon, da McLennan glaubte, dass Vernon sie getragen habe. Doch McLennan hatte sich geirrt, weshalb er die 29 in der folgenden Saison wieder trug. War er anfangs dazu gezwungen in der NHL die Nummer 29 tragen, ist sie mittlerweile die Nummer, die er in jedem Team trägt.